# Enmansblomma
Enmansblomma (Lopezia racemosa) är en dunörtsväxtart som beskrevs av Antonio José Cavanilles. Enligt Catalogue of Life ingår Enmansblomma i släktet enmansblommor och familjen dunörtsväxter, men enligt Dyntaxa är tillhörigheten istället släktet enmansblommor och familjen dunörtsväxter. Arten förekommer tillfälligt i Sverige, men reproducerar sig inte.

## Underarter
Arten delas in i följande underarter:
- L. r. moelchenensis
- L. r. racemosa